# Bleptiphora laurantia
Bleptiphora laurantia là một loài bướm đêm trong họ Erebidae.